# Dear Friend
〈Dear Friend〉(디어 프렌드)는 일본의 여가수 나카모리 아키나(中森明菜)의 24번째 싱글로 1990년 7월 17일에 발매하였다. (8cmCD: WPDL-4173, CT: WPSL-4173) 작사는 이토 마유미(伊東真由美)가, 작곡은 이즈미 카즈야(和泉一弥)가, 편곡은 이즈미 카즈야와 와카쿠사 케이(若草恵)가 담당하였고 워너 파이오니어의 레이블로 출시되었다. B사이드곡은 〈CARIBBEAN〉으로, 작사는 오오니시 미호(大西美帆)가, 작곡과 편곡은 이즈미 카즈야가 도맡았다. 1989년 7월 11일, 나카모리의 자살미수 사건 이후 1년만에 내놓은 싱글이었다. 불미스러운 사건 이후로 복귀하여서인지 나카모리는 밝은 곡조의 곡으로 복귀하길 바랐고, 그리하여 4,5개의 싱글 후보곡들 중 추려서 정한게 바로 이 곡이다.
1990년 7월 30일, 오리콘 주간 싱글 차트에 등장하여 1위를 달성하였고, 2주 뒤인 8월 13일자 차트에서도 1위를 기록하였다. 차트 톱100을 총 17주간 지켰고, 1989년 오리콘 연간 싱글 차트 6위를 기록했다.

## 수록곡
| #            | 제목                | 작사          | 작곡          | 편곡                                             | 재생 시간 |
| ------------ | ------------------- | ------------- | ------------- | ------------------------------------------------ | --------- |
| 1.           | 〈〈Dear Friend〉〉 | 이토 마유미   | 이즈미 카즈야 | 이즈미 카즈야, 와카쿠사 케이 (스트링스 어레인지) | 4:41      |
| 2.           | 〈〈CARIBBEAN〉〉   | 오오니시 미호 | 이즈미 카즈야 | 이즈미 카즈야                                    | 4:35      |
| 총 재생 시간 | 총 재생 시간        | 총 재생 시간  | 총 재생 시간  | 총 재생 시간                                     | 9:16      |

## 발매 일정
| 버전                     | 일정             | 레이블         | 포맷                              |
| ------------------------ | ---------------- | -------------- | --------------------------------- |
| 〈Dear Friend〉          | 1990년 7월 17일  | 워너 뮤직 재팬 | 8cmCD (WPDL-4173), CT (WPSL-4173) |
| 〈Dear Friend〉 (재발매) | 1998년 11월 26일 | 워너 뮤직 재팬 | 12cmCD (WPC6-8681)                |
| 〈Dear Friend〉 (재발매) | 2008년 11월 12일 | 워너 뮤직 재팬 | 디지털 다운로드                   |